# Diana Lee Inosanto
Diana Lee Inosanto (Torrance, 29 de mayo de 1966) es una actriz, doble de acción y artista marcial estadounidense. Es más conocida por su papel de Morgan Elsbeth en las series de Star Wars, The Mandalorian y Ahsoka.

## Biografía

### Plano personal
Inosanto nació en Torrance y se crio en Carson, California. Más tarde, en Harbor City, asistió a la Escuela Secundaria de Narbonne. Su padre es el actor y artista marcial Dan Inosanto y está casada con Ron Balicki, también asociado a las artes marciales.

### Carrera
Inosanto estudió desde su juventud varios estilos de artes marciales como el Jeet Kune Do y las artes filipinas con su padre Dan, un estudiante del fundador del Jeet Kune Do, Bruce Lee, quien también fue su padrino. Ha aparecido en la portada de numerosas revistas de artes marciales, incluyendo Black Belt Magazine, Martial Arts, Inside Karate, Self Defense y Inside Kung Fu, además de trabajar como actriz y doble de acción en una gran cantidad de producciones de Hollywood.

## Filmografía

### Cine y televisión

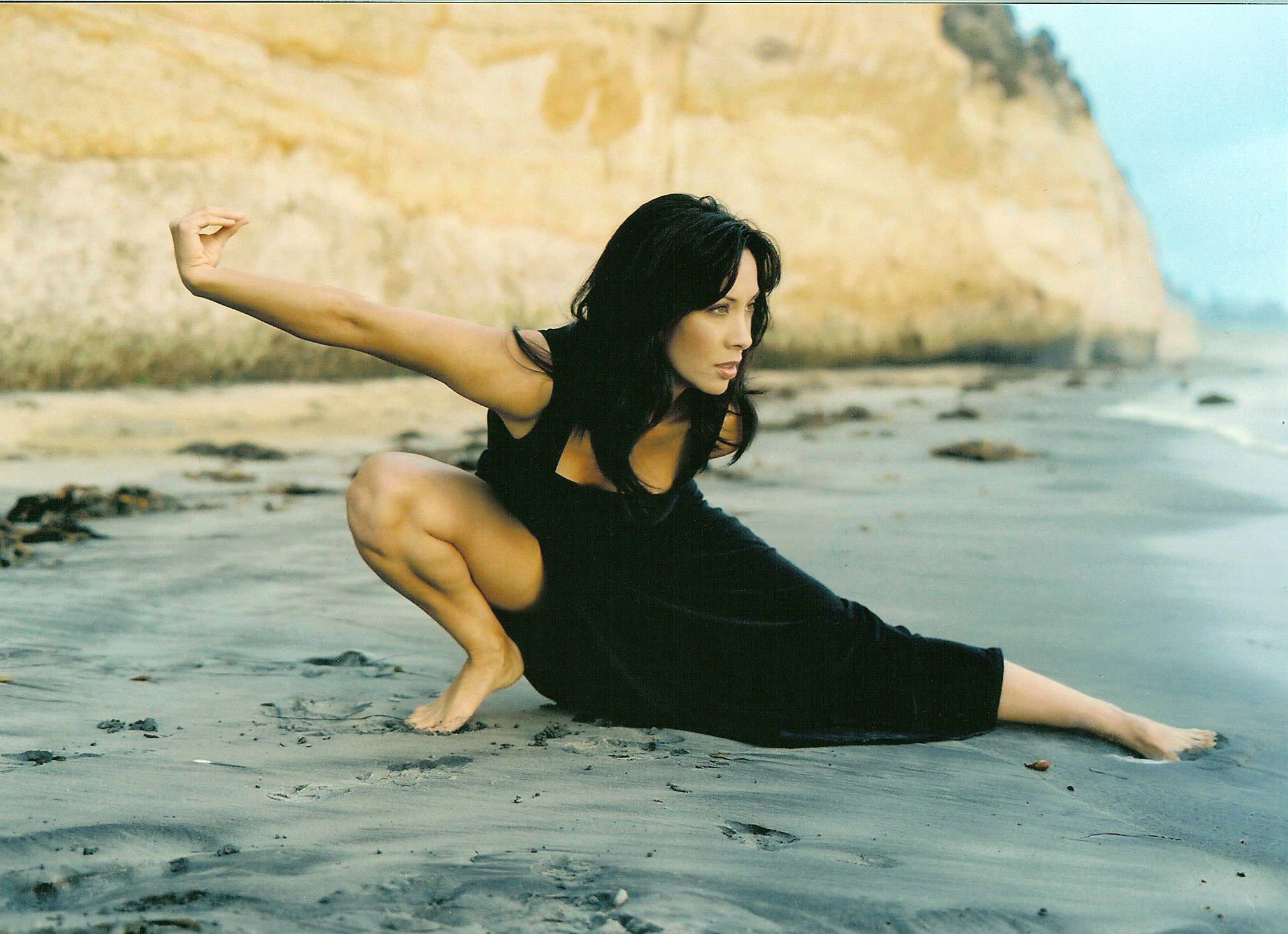
Lee en 2004

- The Tiger's Apprentice (2024, actriz)[4]
- Ahsoka (2023, actriz)
- The Mandalorian (2020, actriz)

- Spy (2015, entrenadora)[3][5]
- I, Frankenstein (2014, entrenadora)
- Hirokin (2010, coordinadora de escenas de riesgo)
- Sinners and Saints (2010, coordinadora de escenas de riesgo)
- The Sensei (2008) (directora, productora, actriz)
- The Fast and the Furious: Tokyo Drift (2006, actriz)
- Rent (2005, actriz)
- The Prodigy (2006, actriz, productora asociada)
- The Vault (2005, actriz)
- Resident Evil: Apocalypse (2004, coreógrafa)
- Star Trek: Enterprise (2003, doble de acción)
- Hulk (2003, actriz)
- Fist of Cheese (2004, coordinadora de escenas de riesgo)
- The Time Machine (2002, actriz)
- On Sundays (2002, coproductora)
- A Ribbon of Dreams (2002, productora asociada)
- Life Streams (2000, actriz, corproductora)
- Blade (2000, doble de acción)
- Mystery Men (1999, doble de acción)
- Wild Wild West (1999, doble de acción)
- Red Corner (1999, doble de acción)
- The Patriot (1998, doble de acción)
- Face/Off (1997, doble de acción)
- The Roseanne Show (1998, doble de acción)
- Buffy the Vampire Slayer (1996, doble de acción)
- Spy Game (1997, doble de acción)
- Barb Wire (1996, doble de acción)
- 10-8: Officers on Duty (2003, doble de acción)
- Black Scorpion (1999, doble de acción)
- MADtv (2001, actriz)
- The Last Man on Planet Earth (1999, doble de acción)
- Team Knight Rider (1998, actriz)
- Walker, Texas Ranger (1998, doble de acción)
- Moonlighting (1988, actriz)